# George Santos
George Anthony Devolder Santos (Queens, 22 de julho de 1988) é um político e criminoso americano do estado de Nova York. Foi membro do Partido Republicano, tendo sido eleito representante na Câmara dos Representantes pelo 3º distrito congressional de Nova York nas eleições legislativas de 2022, permanecendo de cargo de congressista por menos de doze meses, após ter sido expulso pelos seus colegas em votação no plenário no mesmo ano que tomou posse.
Após sua vitória eleitoral e no decorrer dos quase doze meses que ocupou seu cargo no Congresso, diversas alegações em seu currículo foram contestadas pelo jornal The New York Times. Sete semanas depois de eleito, Santos admitiu ter mentido sobre seu histórico educacional e profissional. Ele também admitiu falsidades em relação à propriedade de certos bens. Depois de originalmente alegar ter "crenças de origem judaica", ele voltou atrás e afirmou não ter ascendência judia ou praticar a religião.
Dois indiciamentos federais em 2023 alegaram vinte e três acusações relacionadas a fraude contra Santos, das quais ele se declarou inocente. Ele rejeitou apelos para renunciar e sobreviveu a uma votação de expulsão. Depois que o Comitê de Ética da Câmara divulgou um relatório em novembro implicando Santos em fraude, ele anunciou que não concorreria à reeleição em 2024. Santos foi expulso da Câmara dos Representantes em 1º de dezembro de 2023. Em agosto de 2024, Santos se declarou culpado de roubo de identidade e fraude eletrônica. Em 25 de abril de 2025, foi condenado a 87 meses de prisão, começando a servir sua pena em julho do mesmo ano.

## Início da vida e carreira
Santos nasceu em 22 de julho de 1988, filho de Fatima Aziza Caruso Horta Devolder e Gercino Antonio dos Santos Jr., ambos nascidos no Brasil. Ele alegou ter dupla cidadania. O bisavô materno de Santos nasceu na Bélgica e imigrou para o Brasil em 1884.
Santos afirmou que seus avós maternos eram judeus ucranianos que fugiram para a Bélgica e depois para o Brasil para escapar do Holocausto durante a Segunda Guerra Mundial, mas registros genealógicos e outras evidências mostram que os ancestrais de Santos viveram no Brasil pelo menos três gerações antes e que não há nada que indique que eles tenham qualquer conexão com a Ucrânia, tenham alguma herança judaica ou sejam sobreviventes do Holocausto. Versões arquivadas de seu site de campanha no início de 2022 diziam que seus avós fugiram da Europa durante a guerra e os descreviam como belgas. Santos também chegou a afirmar que seu pai tinha raízes angolanas. Em novembro de 2022, Santos disse ao Jewish Insider: "as crenças de origem judaica da minha mãe ... são minhas". Em dezembro de 2022, Santos disse ao New York Post: "Nunca afirmei ser judeu ... sou católico. Como soube que minha família materna tinha origem judaica, disse que era 'quase judeu'" (ele tinha falado que era "jewish", que quer dizer "judeu", na entrevista original, mas depois afirmou ter falado "Jew-ish", que em tradução livre significa 'meio que judeu' ou 'mais ou menos judeu').
Em seu site de campanha, Santos escreveu que sua mãe foi "a primeira mulher executiva em uma grande instituição financeira" e que trabalhou na Torre Sul do World Trade Center e sobreviveu aos ataques de 11 de Setembro. A ocupação real de sua mãe foi descrita como trabalhadora doméstica ou enfermeira de atendimento domiciliar. Santos descreveu sua família como proprietários de negócios ricos e bem-sucedidos, mas um padre católico relatou que Santos havia dito a ele que sua família não poderia pagar um funeral quando sua mãe morreu em 2016. O padre lembrou que uma arrecadação em uma missa fúnebre arrecadou um valor "significativo" para a família, que ele entregou a Santos.
Depois de obter um diploma de equivalência ao ensino médio, Santos aparentemente passou um tempo no Brasil. Em 2008, ele (então com 19 anos) roubou um talão de cheques de um homem que estava sob os cuidados de sua mãe e preencheu cheques fraudulentos. Ele confessou e foi acusado de fraude, mas não respondeu à intimação judicial; autoridades brasileiras disseram ao The New York Times que o caso continua sem solução. Em sua entrevista para o New York Post, Santos negou isso. "Não sou um criminoso aqui — nem aqui [nos Estados Unidos], nem no Brasil, nem em qualquer jurisdição do mundo", disse ele. "Absolutamente não. Isso não aconteceu". O Times observou que tinha registros documentais das acusações.
Diz ter iniciado sua carreira como associado do Citigroup e também trabalhado para o Goldman Sachs, mas ambas negam passagens de Santos como funcionário. Além disso, afirma ter trabalhado para MetGlobal e LinkBridge Investors.
Santos afirmou ter um bacharelado em finanças e economia do Baruch College, mas a faculdade não tem registro disso, e o período que Santos disse que esteve em Baruch coincidiu com seu tempo no Brasil. Ele ainda alegou que obteve um MBA pela Universidade de Nova Iorque, mas a NYU disse que não tinha registro dele ter estudado lá. Em dezembro de 2022, Santos disse ao New York Post: "Não me formei em nenhuma instituição de ensino superior. Estou envergonhado e arrependido por ter embelezado meu currículo ... Fazemos coisas estúpidas na vida".

## Carreira política
Santos concorreu à Câmara dos Representantes dos Estados Unidos pelo 3º distrito de Nova Iorque contra Thomas Suozzi nas eleições de 2020. Ele perdeu para Suozzi, 56% a 44%. Concorreu novamente nas eleições de 2022, enfrentando o democrata Robert Zimmerman em 8 de novembro de 2022. Santos derrotou Zimmerman em uma virada. Ele foi o primeiro republicano assumidamente homossexual eleito para o Congresso.
Em 19 de dezembro de 2022, depois que Santos venceu a eleição de 2022, mas antes de assumir o cargo em janeiro de 2023, o jornal The New York Times publicou um artigo relatando que ele aparentemente havia deturpado muitos aspectos de sua vida e carreira, incluindo sua educação e histórico profissional. Um advogado de Santos disse que o relatório era uma "campanha difamatória", mas não abordou o seu conteúdo. Santos não apresentou nenhum documento que comprove suas afirmações, apesar de vários pedidos do Times para fazê-lo. Outras organizações de notícias confirmaram a reportagem do Times.
Santos foi designado para os comitês de pequenos negócios e ciência, espaço e tecnologia na Câmara dos Representantes. Em 31 de janeiro de 2023, ele anunciou em uma reunião dos republicanos da Câmara que estava desocupando sua participação nos comitês, mas disse que a mudança era temporária.
No dia 16 de novembro, o Comitê de Ética da Câmara dos Representantes divulgou o relatório da sua Subcomissão Investigativa acusando Santos de fraudes semelhantes às pelas quais já havia sido acusado criminalmente, como o desvio de fundos de campanha para uso pessoal, bem como dinheiro arrecadado para estratégias RedStone que os doadores foram informados que seriam usados em campanhas. O subcomitê listou alguns desses propósitos pessoais, incluindo US$ 4,000 dólares gastos na loja de design de luxo francesa Hermés, cirurgias plásticas e Botox, pagamentos de contas de cartão de crédito pessoal e outras dívidas, viajando para Atlantic City e Las Vegas que não tinha propósito de campanha e uma pequena quantia em assinaturas do OnlyFans. Em um comunicado à imprensa que acompanha o relatório, o comitê disse: Posteriormente, Santos anunciou que não concorreria à reeleição em 2024, embora permanecesse no Congresso pelo resto do mandato. Ele chamou o relatório de "uma difamação politizada nojenta que mostra o quão baixo nosso governo federal afundou".
Em 1 de dezembro de 2023, Santos foi submetido a mais uma votação no plenário da Câmara sobre sua permanência como congressista. No final, cerca de 311 congressistas (incluindo cerca de 105 republicanos) votaram por expulsa-lo, com ele sendo apenas o quinto político a ser expulso na Câmara. Segundo o Comitê de Ética da Casa, entre as acusações contra Santos estavam o fato dele alegadamente ter gasto dinheiro de doações de campanha em aplicações de botox e numa subscrição no site OnlyFans, além de fraude com cartões de crédito de doadores de campanha, mentir a Comissão Eleitoral, e ainda receber seguro-desemprego indevidamente. Em 13 de fevereiro de 2024, numa eleição especial, o democrata Tom Suozzi recuperou seu assento e passou a representar o 3º Distrito de Nova Iorque no Congresso.

### Fraudes
Em 22 de dezembro de 2022 o portal Extra divulgou uma matéria reportando que George havia falsificado a assinatura em alguns cheques quando tinha apenas 19 anos, durante uma compra que fizera em 2008, em Niterói. O portal também revelou que ele tinha sido réu em um processo no Tribunal de Justiça do Rio, mas, como nunca tinha sido localizado para ser citado, a ação havia sido suspensa.
Em 26 de dezembro de 2022, Santos admitiu ter mentido sobre seu histórico educacional e profissional durante sua campanha para a Câmara em 2022. Essas admissões vieram em entrevistas com a rádio WABC e o New York Post semanas antes. Santos disse à rádio WABC: "Não sou uma fraude. Não sou um criminoso que defraudou o país inteiro e inventou esse personagem fictício e concorreu ao Congresso". Ele também afirmou ao New York Post que a polêmica "não me vai impedir de ter um bom sucesso legislativo. Serei eficaz. Serei bom... Pretendo cumprir as promessas que fiz durante a campanha".
Após admitir as fraude em seu histórico, o caso do estelionato voltou à tona, tendo sido reportando no Jornal Nacional no dia 27 de dezembro. Um dia depois, a Promotoria do estado de Nova Iorque abriu uma investigação para apurar a vida de George.

### Indiciamento e prisão
Em maio de 2023, um grande júri no tribunal distrital do Distrito Leste de Nova York indiciou Santos em 13 acusações criminais: sete acusações de fraude eletrônica, três de lavagem de dinheiro, duas acusações de ter mentido à Câmara dos Representantes dos Estados Unidos e uma acusação de roubo de fundos públicos. Os promotores federais anunciaram as acusações junto com a promotora do condado de Nassau, Anne Donnelly. O promotor Breon Peace disse: "Tomadas em conjunto, as alegações acusam Santos de usar repetidas desonestidades e enganos para subir aos salões do Congresso e enriquecer", disse Peace à agência de noticias Associated Press.
O deputado é acusado de ter recebido indevidamente cerca de 24 mil dólares de auxílio governamental destinado a desempregados durante a pandemia de COVID-19, enquanto recebia um salário de 120 mil dólares por ano de uma empresa de investimentos na Flórida. Na época, ele havia dito que estava desempregado. A acusação ainda alega que Santos teria solicitado cerca de 50 mil dólares a doadores políticos, dinheiro este que foi destinado a um comitê de campanha falso com o nome de Redstone Strategies. Este dinheiro teria sido utilizado para despesas pessoais do deputado, como bens de luxo e roupas de grife. E por fim, o deputado é acusado de ter mentido e falsificado relatórios de finanças pessoais à Câmara dos Representantes.
Em 10 de maio de 2023, Santos foi preso em Nova York; todavia, o deputado poderia responder ao processo em liberdade após ter pago uma fiança estabelecida em 500 mil dólares e depois de ter entregue o seu passaporte às autoridades. Ele se declarou inocente de todas as acusações e assim como o ex-presidente Donald Trump, afirmou estar sendo vítima de uma "caça às bruxas". Ele se apresentou novamente à justiça em 30 de julho de 2023.
Em 19 de agosto de 2024, Santos se declarou culpado de fraude eletrônica e roubo de identidade agravado como parte de um acordo judicial no qual ele também admitiu ter cometido os outros crimes pelos quais foi acusado na acusação substitutiva. "Eu aceito total responsabilidade por minhas ações", ele disse ao juiz. "Eu permiti que minha ambição nublasse meu julgamento, me levando a tomar decisões que eram antiéticas e — culpáveis".
Em 25 de abril de 2025, Santos foi condenado a 87 meses de prisão federal por fraude e falsidade ideológica.
Em 25 de julho de 2025, Santos foi preso após se entregar à Justiça americana no último dia do prazo estipulado. Ele foi detido na Instituição Correcional Federal, em Fairton, Nova Jérsei.

## Vida pessoal
Mora em Whitestone, Queens. Na eleição de 2022, tanto Santos quanto seu oponente, Robert Zimmerman, eram abertamente homossexuais, tornando esta a primeira instância de dois candidatos abertamente gays competindo entre si em uma eleição geral.
Durante sua campanha, ele afirmou ser judeu e descendente de sobreviventes do holocausto. Contudo, após ser eleito, uma série de investigações jornalísticas levantavam dúvidas sobre sua história de vida. Em 26 de dezembro de 2022, Santos confirmou que mentiu sobre sua formação e histórico profissional. Ele também teria mentido sobre a história sobre seus ancestrais serem judeus.
No dia 22 de Janeiro de 2023, em uma matéria do programa Fantástico feita com a drag queen Eula Rochard, foi divulgado um vídeo inédito no qual Santos teria performado de drag queen sob o nome de Kitara Ravache em um festival de 2007 em Niterói. Inicialmente, Santos negou ter se apresentado como drag queen, mas logo depois, em um vídeo publicado Santos admitiu ter se montado de drag uma vez para se divertir em um festival, acusando a mídia de fazer "afirmações ultrajantes sobre minha vida". Além disso, um usuário chamado "Anthonydevolder" (um dos nomes de Santos) escreveu sobre si mesmo na Wikipedia, afirmando que aos 17 anos era uma drag queen em uma boate gay, e que ganhou vários concursos de beleza gay. A página do usuário da conta, que não era editada desde 2011, também continha a data de nascimento e os antecedentes familiares de Santos
Em 19 de junho de 2024, George Santos anunciou que abriu um perfil no site de conteúdo adulto OnlyFans.